# Servius Cornelius Scipio Salvidienus Orfitus (consul en 178)
Pour les articles homonymes, voir Servius Cornelius Scipio Salvidienus Orfitus.
Servius Cornelius Scipio Salvidienus Orfitus, né vers 145 et mort après 189, est un sénateur et homme politique de l'Empire romain. 
Il est consul ordinaire en 178.

## Biographie
Servius Cornelius est issu de la gens Cornelia, branche des Orfitus, il est le fils de Servius Cornelius Scipio Orfitus, consul en 149, et le petit fils de Servius Cornelius Scipio Salvidienus Orfitus, consul en 110.
Il est né vers 145 et meurt après 189. Il épouse une Arria, probablement fille de Marcus Nonius Arrius Macrinus et de Sextia Asinia Polla, dont il a une fille, Cornelia Arria Sextia Praetextata, l'épouse de Caius Vettius Gratus Sabinianus. Il est consul ordinaire en 178 avec pour collègue Decimus Velius Rufus.
Il est le dernier représentant du patriciat républicain ancestral et met fin à l'existence d'une famille ayant pour la première fois exercé le consulat 662 ans plus tôt.